# Oskar Augustus Johannsen
Oskar Augustus Johannsen, född den 14 maj 1870 i Davenport, Iowa, död den 7 november 1961 i Ithaca, New York, var en amerikansk entomolog som var specialiserad på tvåvingar.
Han undervisade i väg- och vattenbyggnadsteknik vid Cornell University mellan 1899 och 1909, i entomologi vid University of Maine mellan 1909 och 1912 samt i entomologi vid Cornell University mellan 1912 och 1938.
Auktorsnamnet Johannsen kan användas för Oskar Augustus Johannsen i samband med ett vetenskapligt namn inom zoologin; se Wikipedia-artiklar som länkar till auktorsnamnet.